# Chiesa di San Michele (Riva Valdobbia)
La parrocchiale di San Michele a Riva Valdobbia, frazione del comune di Alagna Valsesia, è considerata monumento nazionale: essa riveste un singolare interesse artistico, sia per il grandioso affresco che ne ricopre interamente la facciata, sia per le opere di arte sacra che vi sono conservate al suo interno, a testimonianza della importante tradizione artistica e devozionale che ha caratterizzato per secoli la cultura della Valsesia.

## La storia
Andata distrutta nel 1640, a causa di una piena del torrente Vogna, l'antica parrocchiale di Riva dedicata a San Michele, si decise di trasferirne le funzioni nel più sicuro oratorio dedicato a Santa Maria, che era stato costruito nel 1473 ed ampliato nel 1565.
Il portale ogivale porta incisa la data di tale ampliamento assieme alla memoria dell'anno (1326) di separazione della parrocchia di Riva da quella di Scopa. Del vecchio oratorio fu conservata la facciata (dipinta nel 1596-97) ed il campanile di sinistra (h= 34,2 metri). Un nuovo e più alto campanile (h= 43,2 metri) venne eretto nel 1661.
I lavori per la sistemazione e l'ampliamento della nuova parrocchiale – dedicata, in continuità con le vecchie titolazioni, all'Assunta ed a San Michele - ripresero poi a partire dal 1735, sino a giungere all'attuale imponente architettura.

## L'affresco della facciata

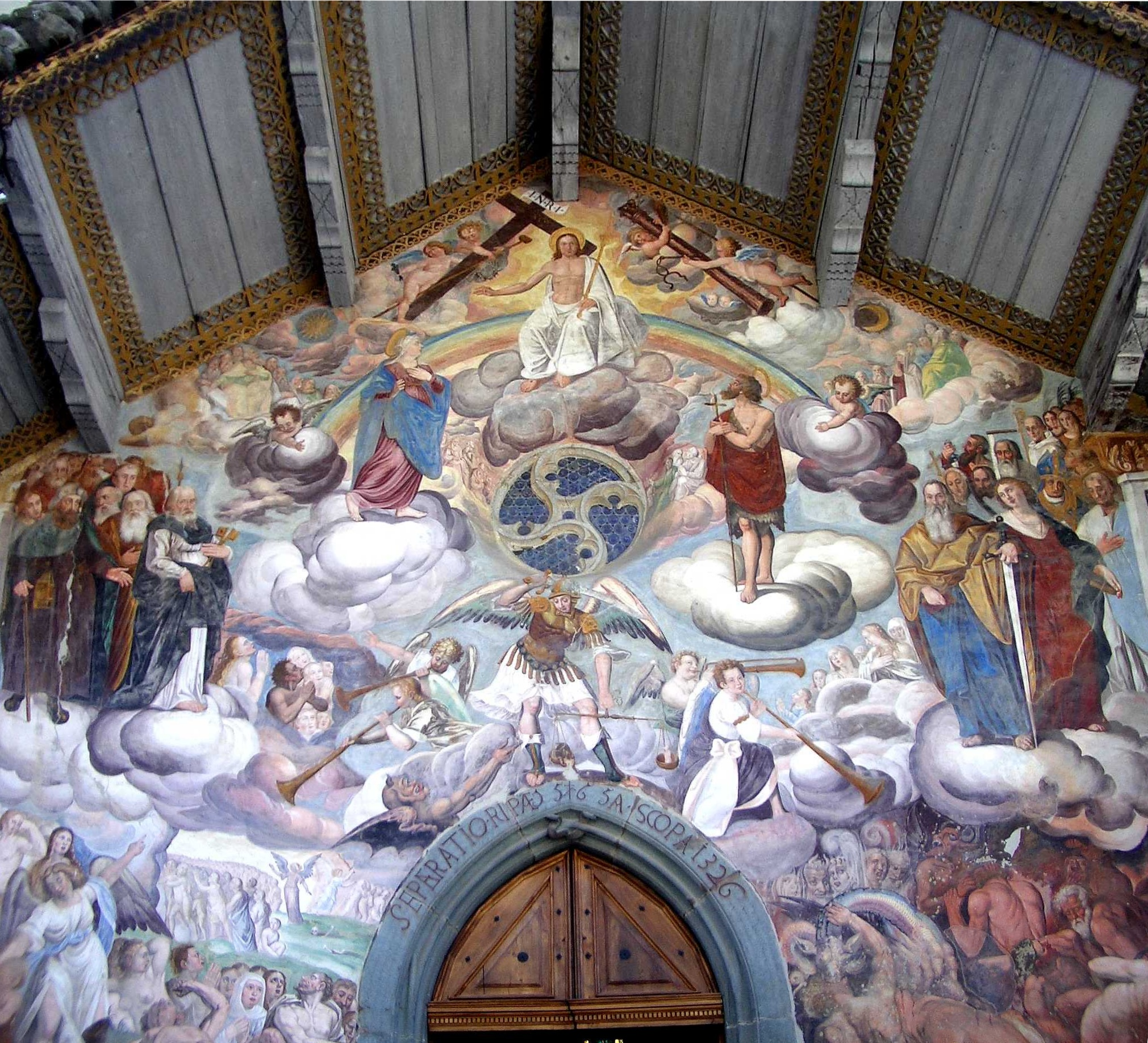
Facciata della chiesa con il Giudizio Universale

Maestosa è la decorazione a fresco che occupa l'intera facciata della chiesa con una suggestiva scena del Giudizio Universale di gusto nordico e - posta alla base del vecchio campanile – la figura di un San Cristoforo di dimensioni gigantesche, come era abitudine raffigurare nel Medioevo (si pensava infatti che la grande effigie del santo, guardata da lontano, fosse in grado di proteggere contro i pericoli quotidiani la comunità ed i viandanti che si mettevano sotto la sua protezione).
La paternità degli affreschi è generalmente attribuita, sulla base di fonti documentali, al pittore di Alagna Melchiorre d'Enrico, fratello minore del più noto Tanzio da Varallo. Si tratta dunque di un'opera giovanile assai impegnativa, eseguita quando Melchiorre era poco più che ventenne.
La presenza nell'ampia famiglia artistica dei D'Enrico di un altro membro di nome Melchiorre, che soggiornò nella Bassa Sassonia e che doveva essere aggiornato sui modi dell'arte germanica, ha portato all'ipotesi che possa essere quest'ultimo l'autore del Giudizio Universale, ridimensionando l'intervento del più giovane Melchiorre al solo San Cristoforo.
La sapiente impaginazione del Giudizio Universale segue da vicino la iconografia specialmente diffusa nell'arte nordica. La figura del Cristo giudicante ed i simboli della Passione sono posti in alto in un arco iridato; più in basso ma prossime al Redentore sono le figure della Madonna e del Battista e sotto ancora, ad occupare la fascia mediana dell'affresco, stanno le figure degli apostoli assieme ad altri martiri e santi, a celebrare la gloria dei cieli.
Scendendo ancora in verticale con lo sguardo, proprio sopra l'arco ogivale della porta, troviamo la figura dell'arcangelo Michele, circondato dagli angeli che suonano le trombe del giudizio finale: a lui spetta separare i giusti dai malvagi e cacciare questi ultimi nell'inferno. In basso, sulla destra della facciata della chiesa, troviamo allora la scena dei dannati che si tormentano nel fuoco eterno, mentre sulla sinistra stanno le anime dei defunti che risorgono con la loro carne e che conoscono allora la loro sorte. Tra questi, suggestiva e potente è la figura, posta in primo piano, dell'ignudo drammaticamente riverso al suolo: l'osservatore che si muova lungo la facciata della chiesa tenendosi a pochi passi dal muro e senza togliere lo sguardo da tale figura, avrà l'impressione che essa si giri su se stessa, per un effetto illusivo sapientemente studiato dal pittore.
Interessante, sempre nella scena dei risorti, è la figura dell'Angelo custode la cui venerazione si era prepotentemente diffusa nel XVI secolo anche nella diocesi di Novara.

## L'interno della chiesa
L'interno dell'ampia parrocchiale è a navata unica; lungo i suoi lati si aprono numerose cappelle. La volta e la cupola mostrano affreschi settecenteschi di artisti valsesiani quali Carlo Borsetti ed Antonio Orgiazzi, sospesi tra barocco e classicismo.
Notevoli sono l'altare maggiore in marmo (1749), nonché gli stalli lignei del coro ed il pulpito (1760). Le cappelle laterali sono particolarmente ricche di arredi dal momento che nella chiesa hanno trovato ricovero opere provenienti dai vari oratori della Val Vogna. Tra le opere più antiche si possono citare una tavola cinquecentesca raffigurante La Madonna col Bambino, San Michele e San Giovanni Battista, impreziosita da decori a pastiglia dorata; un polittico di scuola vercellese ed un Crocifisso ligneo del XV secolo.
Interessante l'organo, il cui nucleo più antico di canne, del 1791, risale all'organaro valsesiano Giovanni Antonio Zali.

## Galleria d'immagini

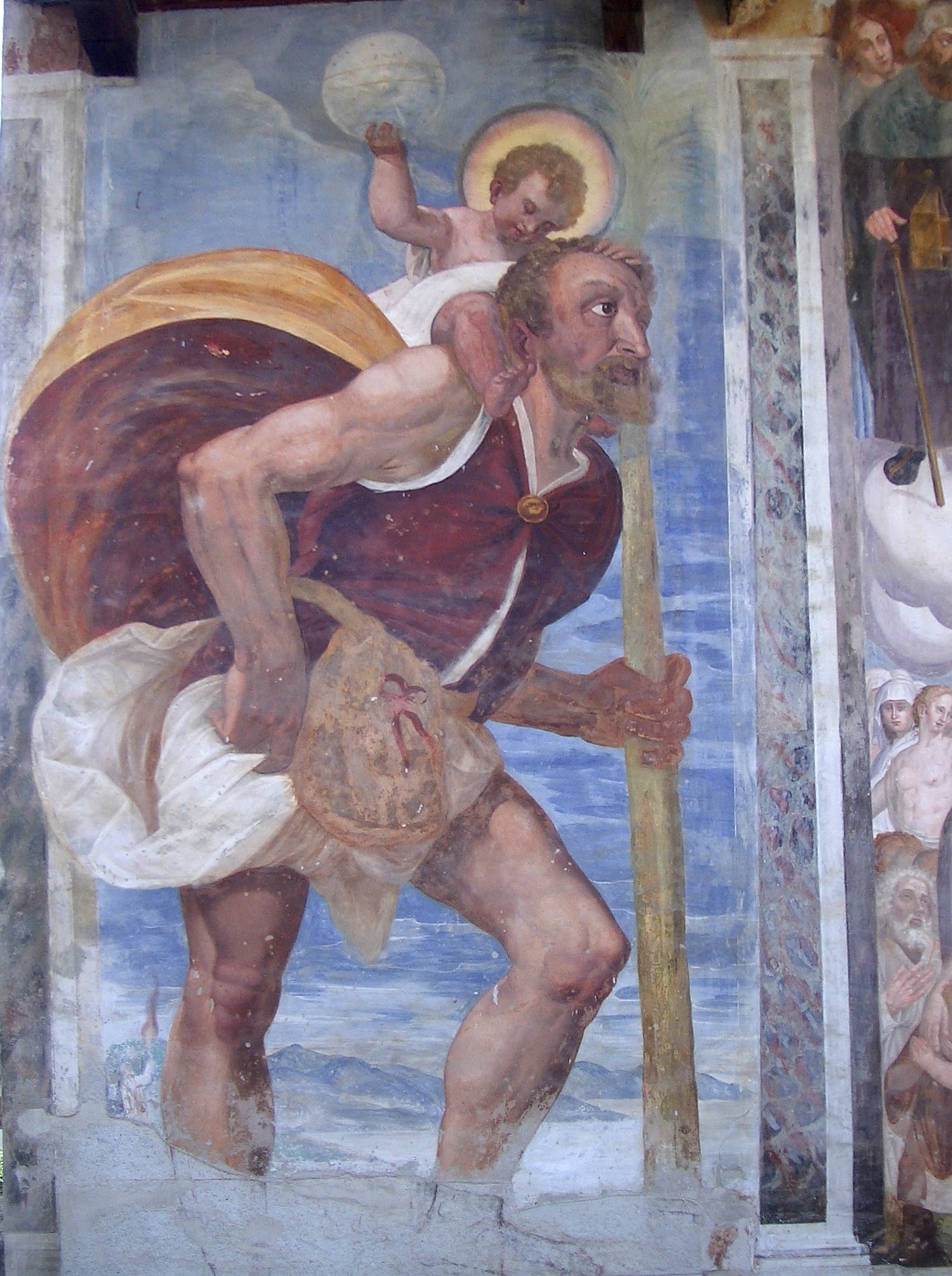
San Cristoforo
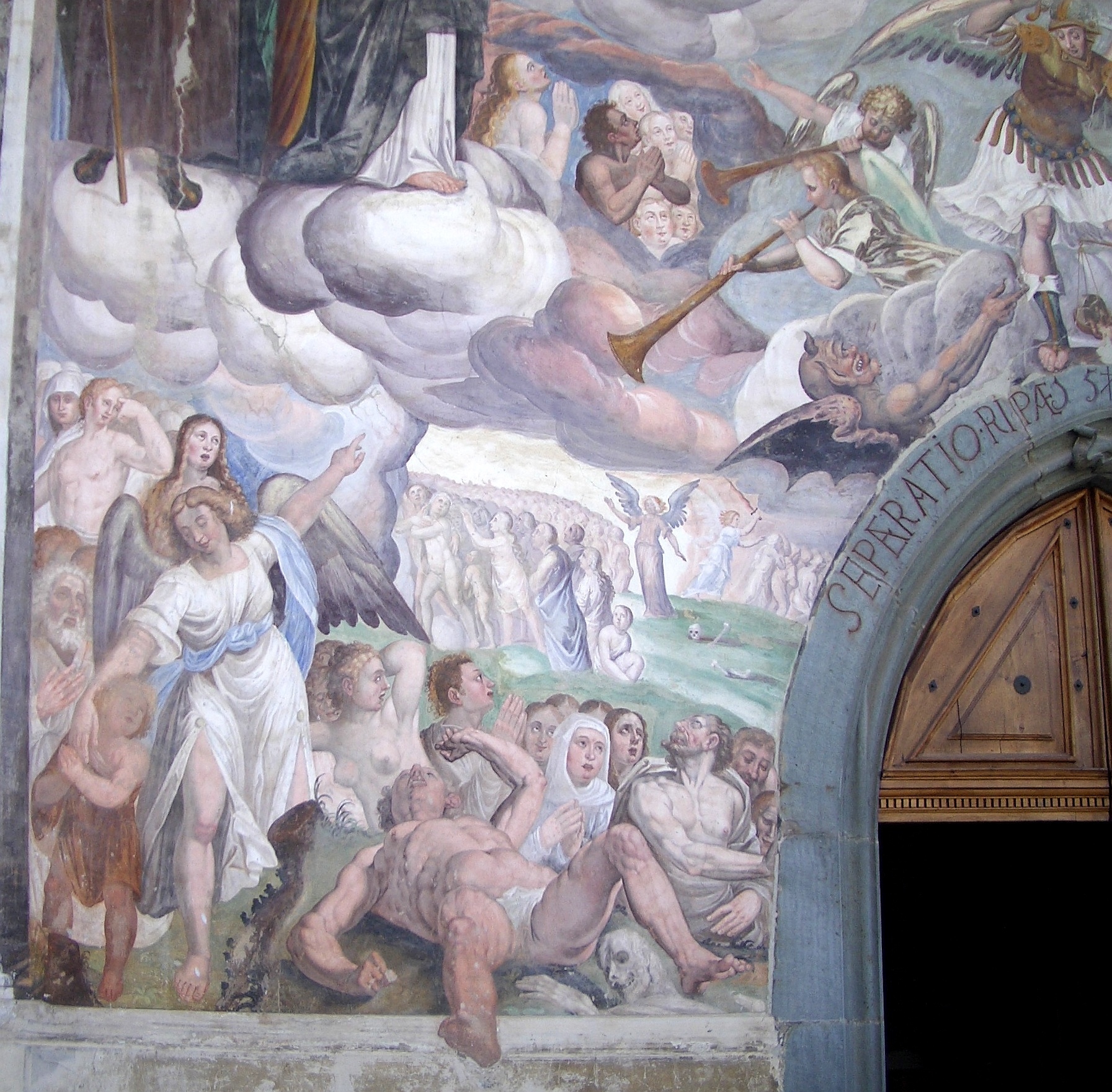
Giudizio Universale (particolare)
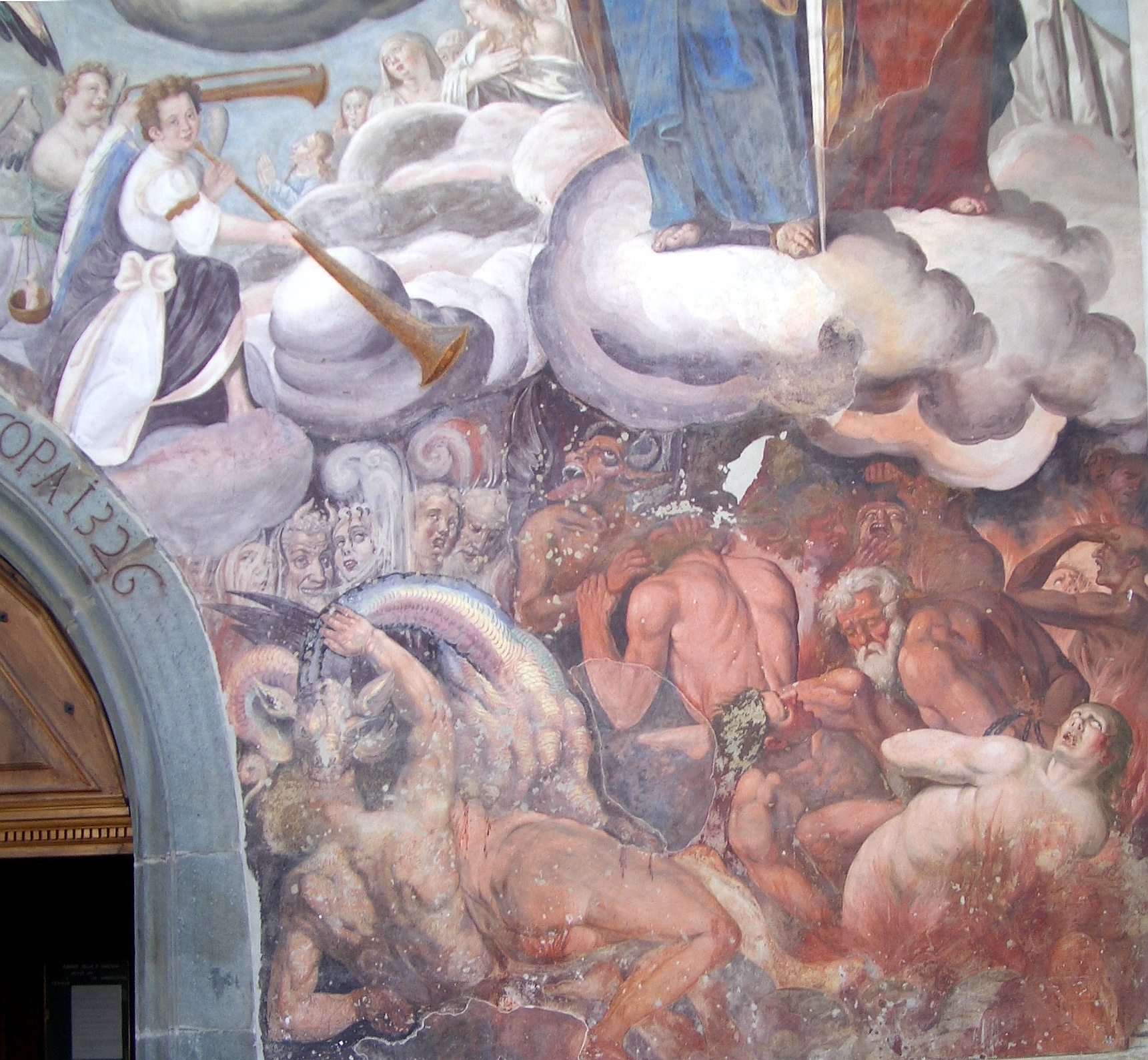
Giudizio Universale (particolare)
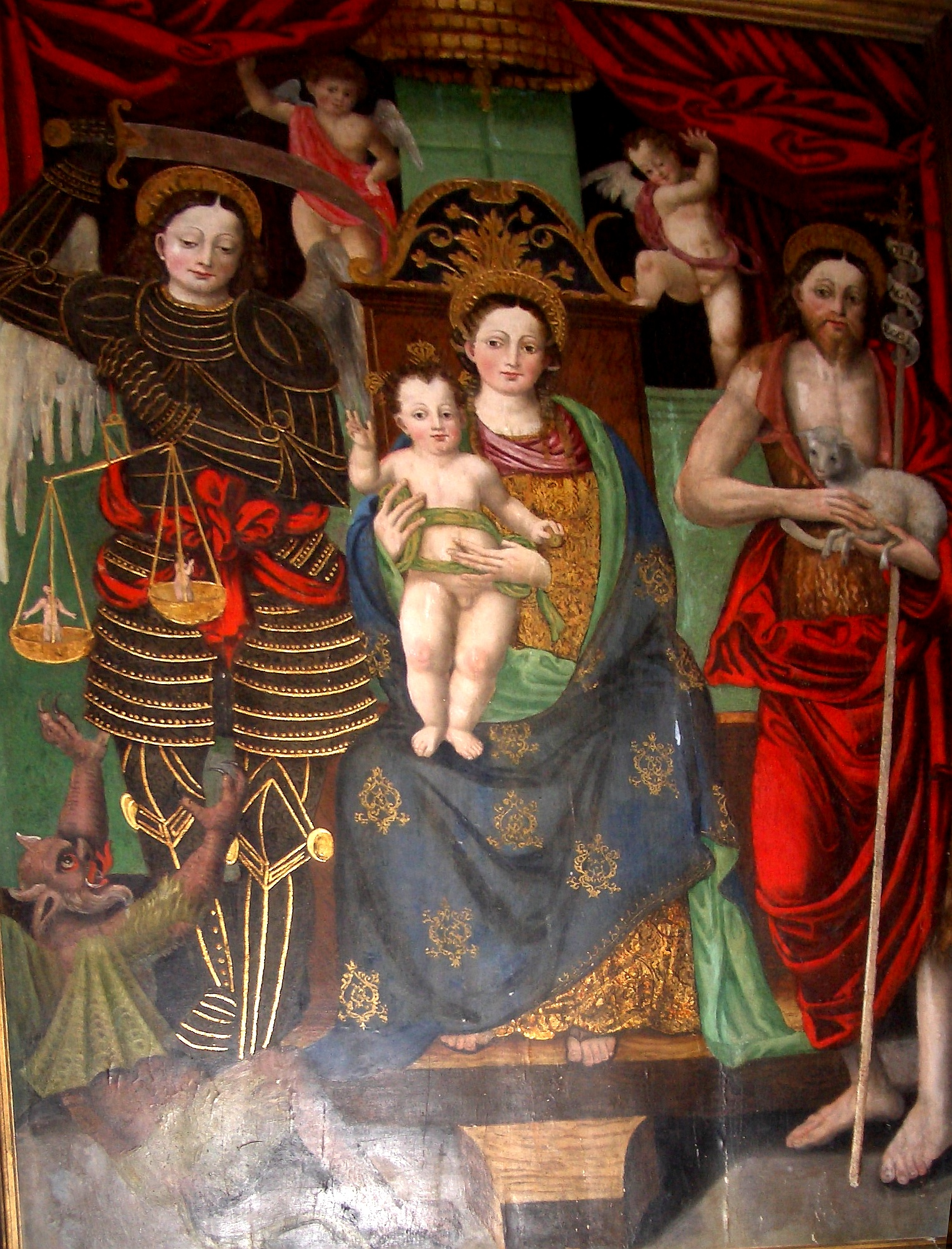
La Madonna col Bambino, San Michele e San Giovanni Battista, Tavola, XVI secolo